# Joaquim Pantaleão Teles de Queirós Filho
Joaquim Pantaleão Teles de Queirós Filho (1º de agosto de 1857 — 25 de março de 1926) foi um militar brasileiro.
Filho de Joaquim Pantaleão Teles de Queirós e sobrinho de João Batista da Silva Teles‎ e Carlos Maria da Silva Teles.
Em 15 de outubro de 1892, enquanto major, comissionado no posto de coronel, foi nomeado primeiro Comandante-Geral da recém criada Brigada Militar do Rio Grande do Sul, que tinha a competência, em todo o Rio Grande do Sul, de zelar pela segurança pública e pelo mantenimento da República e do Governo do Estado, fazendo respeitar a ordem e executar as leis.
Foi o oficial responsável descrito na "Questão Telles" "crise em que mostrou desejos de amotinar algumas unidades da corporação sob seu comando, em ato de represália contra o governo do Estado, face a incidente pessoal com magistrado do Superior Tribunal, o Dr. Paulino Rodrigues Fernandes Chaves, não logrando seu intento." 
Em 1910 assumiu o 46º batalhão de caçadores em Manaus, Amazonas, e recebeu ordens diretas do Presidente Nilo Peçanha para resolver a disputa entre o Governador Bittencourt e o Senador Silvério Néri .
No dia 8 de outubro de 1910 participou do episódio conhecido como o Bombardeio de Manaus quando depôs o Governador do Estado do Amazonas Bittencourt com base em documentos falsos e que teve como resultado a destruição de patrimônios de particulares e governamentais, além da morte e ferimentos de militares e civis, homens , mulheres e crianças.
Em consequência foi preso e condenado em 15 de Janeiro de 1911, a 6 meses de trabalhos forçados.